# Accelerate

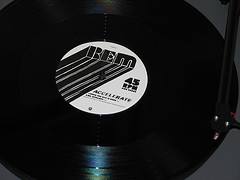
Vinyl

Accelerate – czternasty album studyjny amerykańskiej grupy rockowej R.E.M., wydany 1 kwietnia 2008 w Stanach Zjednoczonych i dzień wcześniej w innych krajach. Płytę promował singel "Supernatural Superserious".
W przeciwieństwie do trzech ostatnich wydawnictw, producentem został Jacknife Lee, który ma na swoim koncie współpracę między innymi z U2 i Snow Patrol. Nagrania odbywały się na początku 2007 i trwały zaledwie 9 dni (w jednym z wywiadów Michael Stipe wyznał, iż nigdy w historii zespołu nie zdarzyło się, by materiał został nagrany w tak krótkim tempie). Wyjątkiem jest piosenka "I'm Gonna DJ", pochodząca z sesji nagraniowej Around the Sun z 2004, która finalnie nie znalazła się jednak na tamtym albumie. Według zapewnień menadżera grupy, Bertisa Downsa, oraz samych muzyków, po Accelerate należy spodziewać się ostrego gitarowego brzmienia, nie zaś spokojnych ballad, na których opierała się poprzednia płyta tria.

## Lista utworów
Wszystkie piosenki zostały zaprezentowane podczas serii koncertów w Dublinie między 30 czerwca a 5 lipca 2007 roku.
1. "Living Well Is the Best Revenge"
2. "Man-Sized Wreath"
3. "Supernatural Superserious"
4. "Hollow Man"
5. "Houston"
6. "Accelerate"
7. "Until the Day Is Done"
8. "Mr. Richards"
9. "Sing for the Submarine"
10. "Horse to Water"
11. "I'm Gonna DJ"